# 绣球茜属
绣球茜属（学名：Dunnia）是茜草科下的一个属，为亚灌木植物。该属仅有绣球茜（Dunnia sinensis）一种，分布于中国广东。
单种属，中国特有；产于广东中部至西部。